# Redd Foxx
John Elroy Sanford, känd som Redd Foxx, född 9 december 1922 i St. Louis, Missouri, död 11 oktober 1991 i Los Angeles, Kalifornien, var en amerikansk ståuppkomiker och skådespelare. Foxx medverkade bland annat i Sanford and Son (1972–1977), Harlem Nights (1989) och The Royal Family (1991).

## Filmografi i urval
- 1960 – De unga kannibalerna
- 1970 – Dö'grävar'n & co
- 1972–1977 – Sanford and Son (TV-serie)
- 1973–1974 – The Dean Martin Show (TV-serie)
- 1975-1977 – Sammy and Company (TV-serie)
- 1976 – Min son är sån...
- 1976 – The Sonny and Cher Show (TV-serie)
- 1976 – The Dean Martin Celebrity Roast (TV-serie)
- 1976-1977 – The Jacksons (TV-serie)
- 1977–1978 – The Redd Foxx Comedy Hour (TV-serie)
- 1978 – The Dean Martin Celebrity Roast (TV-serie)
- 1980–1981 – Sanford (TV-serie)
- 1986 – The Redd Foxx Show (TV-serie)
- 1987 – Motown Merry Christmas (TV-film)
- 1989 – Harlem Nights
- 1991 – The Royal Family (TV-serie)